# Петер Вайс
Пе́тер У́льріх Вайс (нім. Peter Ulrich Weiss; 8 листопада 1916, Новавес, поблизу Потсдама, Німеччина, — 10 травня 1982, Стокгольм, Швеція) — німецький і шведський письменник і художник єврейського походження.

## Біографія
Народився в родині дрібного єврейського промисловця. Дитинство й отроцтво пройшло в Потсдамі, район Новавес. 1933 року, з приходом до влади Гітлера, родина емігрувала до Лондона, потім переїхала до Чехословаччини й незадовго до початку Другої світової війни оселилася в Швеції.
1949 року Петер Вайс разом з друзями заснував невелику кіностудію Experimental Film Studio, де протягом 1952—1955 років зняв серію експериментальних фільмів, позначених впливом сюрреалізму.. 1962 року він покинув кіно..
Свою письменницьку кар'єру Вайс почав як шведський письменник, але за якийсь час вирішив писати німецькою. 1962 року він був відзначений премією Шарля Вейона за роман «Зникома точка» (Fluchtpunkt). Міжнародне визнання прийшло до Вайса з появою п'єси Переслідування та вбивство Жана-Поля Марата, представлене акторською трупою лікарні в Шарантоні під керівництвом пана де Сада (Die Verfolgung und Ermordung Jean Paul Marats dargestellt durch die Schauspielgruppe des Hospizes zu Charenton unter Anleitung des Herrn de Sade, 1964).
У 1963—1965 роках Вайс брав участь в процесі над 22 особами, звинуваченими за злочини в Аушвіці. На основі свої нотаток з процесу 1965 року він опублікував п'єсу «Інструкція», в якій розвинув нову естетику документального театру. 1967 року він опублікував свої «Нотатки про документальний театр» з теоретичним обґрунтуванням одраного ним напрямку в розвитку театру.
Тривалий час був близький до руху «нових лівих». Був членом шведської Лівої партії.
1982 року помер у Стокгольмі, завершивши третій том свого великого роману «Естетика опору (1974—1981)».
1982 року посмертно став лауреатом премії Георга Бюхнера.

## Твори

### Проза
- 1947: Från ö till ö. Bonnier, Stockholm (= Von Insel zu Insel. Berlin 1984).
- 1948: De besegrade. Bonnier, Stockholm (= Die Besiegten. Suhrkamp, Frankfurt am Main 1985).
- 1949: Dokument I. Stockholm: Privatdruck (auch als: Der Vogelfreie) (= Sinclair: Der Fremde. Erzählung. Suhrkamp, Frankfurt am Main 1980).
- 1953: Duellen. Stockholm: Privatdruck (= Das Duell. Suhrkamp, Frankfurt am Main 1972).
- 1956: Avantgardefilm. Wahlström & Widstrand, Stockholm (Svensk Filmbibliotek 7) (= Avantgarde Film, erweiterte deutsche Übersetzung, Suhrkamp, Frankfurt am Main 1995 unter Verwendung eines Typoskripts und einer Teilübersetzung in Akzente Nr. 2/1963).
- 1960: «Тінь тіла кучера»
- 1961: «Прощання з батьками»
- 1962: «Точка втечі»
- 1963: «Розмова трьох, що йдуть»
- 1975—1981: «Естетика опору» (в 3 томах)

Посмертні видання
- 2000: «Ситуація», роман, написаний шведською мовою
- 2006: «Копенгагенський щоденник». Критичне видання

### П'єси
- 1948: Вежа
- 1963: Ніч із гістьми
- 1964: Переслідування та вбивство Жана-Поля Марата, представлене акторською трупою лікарні в Шарантоні під керівництвом пана де Сада
- 1965: Дізнання[de]
- 1965-1967: Пісня лузитанського страшидла
- 1968: Про те, як пан Мокінпотт позбувс від своїх злощасних
- 1970: Троцький у вигнанні
- 1971: Гельдерлін
- 1974-1976:— Процес
- 1981-1982: Новий процес

### Кінофільми
- 1952: Studie I: Uppvaknandet (Svensk Experimentfilmstudio, sw, 6 Min.)
- 1952: Studie II: Hallucinationer (Svensk Experimentfilmstudio, sw, 6 Min.)
- 1953: Studie III (Svensk Experimentfilmstudio, sw, 6 Min.)
- 1955: Studie IV: Frigörelse (Arbetsgruppen för Film, sw, 9 Min.)[11]
- 1955: Studie V: Växelspel (Arbetsgruppen för Film, sw, 9 Min.)
- 1959: Hägringen / Fata Morgana (за оповіданням Вайса Dokument I / Пташина воля) (Nordisk Tonefilm, sw, 81 Min.)
- 1960/61: Svenska flickor i Paris / Paris Playgirl. (Шведка в Парижі) (Wivefilm, sw, 77 Min. UA Finnland, 15. Juni 1962)

### Каталоги виставок
- Peter Weiss. Måleri, Collage, Teckning. 1933—1960. En utställning producerad av Södertälje Konsthall, Sverige. Redaktion: Per Drougge. Södertälje 1976 (schwedisch und deutsch).
- Der Maler Peter Weiss. Bilder, Zeichnungen, Collagen, Filme. Redaktion und Gestaltung: Peter Spielmann. Berlin: Frölich und Kaufmann 1982 (zur Ausstellung im Museum Bochum).
- Peter Weiss als Maler. Katalog zur Ausstellung in der Kunsthalle Bremen, 16. Januar bis 20. Februar 1983. Redaktion: Annette Meyer zu Eissen. Bremen 1983.
- Raimund Hoffmann: Peter Weiss. Malerei, Zeichnungen, Collagen. Berlin: Henschelverlag Kunst und Gesellschaft 1984.
- Peter Weiss. Leben und Werk. Eine Ausstellung. Akademie der Künste, Berlin 24. Febr. bis 28. Apr. 1991. Hrsg. von Gunilla Palmstierna-Weiss und Jürgen Schutte. Frankfurt am Main: Suhrkamp 1991.